# José Arias (football)
José Arias, né le 6 février 1928, est un footballeur argentin. 
Il est attaquant au Stade Français et à l'AS Troyes.

## Carrière
José Arias joue successivement dans les équipes suivantes : CA Banfield, Club Atlético Platense, Stade français et AS Troyes Sainte-Savine.